# Key West Club
Key West Club (écrit en capitales) est un duo féminin de J-pop actif en 1991 et 1992, sous-groupe du groupe Sakurakko Club, composé de deux idoles japonaises : Miki Nakatani (中谷美紀, née le 12 janvier 1976) et Keiko Azuma (東恵子, née le 30 novembre 1974). Le duo dure deux ans, le temps de sortir trois singles et deux albums sur le label Teichiku. Miki Nakatani poursuit ensuite une fructueuse carrière d'actrice et chanteuse en solo. Keiko Azuma ne sortira quant-à-elle qu'un single en solo en 1997 sous le pseudonyme Aisha : Basic Mind ~Darling! Let's take a chance~.

## Discographie
Singles
- 1991.11.21 : Oatsurae Muki no Destiny (お誂え向きのDestiny)
- 1992.06.22 : Unbelievable (UNBELIEVABLE)
- 1992.08.21 : Yume wa Majolica Senorita (夢はマジョリカ・セニョリータ)

Albums
- 1991.12.18 : Oatsurae Muki no Destiny (お誂え向きのDestiny)
- 1992.06.21 : Unbelievable (UNBELIEVABLE)

## Liens
- (en) Discographie sur le site de l'Oricon